# بوبي ويلكينز
بوبي ويلكينز (بالإنجليزية: Bobby Wilkins)‏ هو لاعب كرة قاعدة أمريكي، ولد في 11 أغسطس 1922 في دنتون في الولايات المتحدة، وتوفي في 3 يناير 2010 في شريفبورت في الولايات المتحدة.

## وصلات خارجية
- بوبي ويلكينز على موقعبيزبول رفرنس.كوم (الدوري الرئيسي) (الإنجليزية)
- بوبي ويلكينز على موقعبيزبول رفرنس.كوم (الدوري الثانوي) (الإنجليزية)